# Cabo Verde en los Juegos Olímpicos de Pekín 2008
Cabo Verde estuvo representado en los Juegos Olímpicos de Pekín 2008 por dos deportistas, un hombre y una mujer, que compitieron en dos deportes.
La portadora de la bandera en la ceremonia de apertura fue la gimnasta rítmica Wania Monteiro. El equipo olímpico caboverdiano no obtuvo ninguna medalla en estos Juegos.